# Almafuerte (ort i Misiones)
Almafuerte är en ort i Argentina.   Den ligger i provinsen Misiones, i den nordöstra delen av landet, 800 kilometer norr om huvudstaden Buenos Aires. Almafuerte ligger 328 meter över havet och antalet invånare är 1 022.
Terrängen runt Almafuerte är huvudsakligen platt, men österut är den kuperad. Almafuerte ligger uppe på en höjd. Närmaste större samhälle är Leandro N. Alem, 12,9 kilometer sydost om Almafuerte.
I omgivningarna runt Almafuerte växer i huvudsak städsegrön lövskog. Runt Almafuerte är det ganska glesbefolkat, med 43 invånare per kvadratkilometer.